# Kurtuluş
Kurtuluş ist ein türkischer männlicher und weiblicher Vorname sowie Familienname mit der Bedeutung „Befreiung, Erlösung, Heil“.

## Namensträger

### Vorname
- Kurtuluş Yurt (* 1990), türkischer Fußballspieler

### Familienname
- Derya Kurtuluş (* 1965), türkische Schauspielerin
- Hakkı Kurtuluş (* 1980), türkischer Filmregisseur, Drehbuchautor, Filmproduzent und Kulturhistoriker
- Mehmet Kurtuluş (* 1972), deutscher Schauspieler
- Muhammet Kurtuluş (* 1974), türkischer Fußballspieler
- Serdar Kurtuluş (* 1987), türkischer Fußballspieler
- Serkan Kurtuluş (* 1990), türkischer Fußballspieler
- Tekin Kurtuluş (* 1968), deutscher Schauspieler
- Yekta Kurtuluş (* 1985), türkischer Fußballspieler
- Yusuf Kurtuluş (* 1986), türkischer Fußballspieler

## Sonstiges
- Kurtuluş (Buldan), Ortsteil der Stadt Buldan in der Provinz Denizli
- Kurtuluş (Organisation), eine Splittergruppe der Türkischen Volksbefreiungspartei-Front
- Kurtuluş SK, Sportklub in Istanbul
- Kurtuluş-Moschee, nach dem Völkermord an den Armeniern in eine Moschee umgewandelte Kathedrale von Gaziantep
- Für Kurtuluş Savaşı siehe Türkischer Befreiungskrieg